# Радивилов, Игорь Витальевич
И́горь Вита́льевич Радиви́лов (укр. Радівілов Ігор Віталійович; род. 19 октября 1992, Мариуполь, Украина) — украинский гимнаст. Бронзовый призёр летних Олимпийских игр 2012 в Лондоне. Радивилов занял 3-е место в опорном прыжке, набрав в сумме 16,316 балла.
В финале командных соревнований Радивилов выступил на кольцах и в опорном прыжке. За своё выступление украинский спортсмен получил высокие баллы, но в итоге сборная Украины заняла лишь 4-е место. Трёхкратный призёр чемпионатов мира, четырёхкратный чемпион Европы, серебряный призёр I Европейских игр 2015 года в Баку.

## Награды
- Орден «За заслуги» ІI степени (25 августа 2013 года) — за достижение высоких спортивных результатов на XXVII Всемирной летней Универсиаде в Казани, проявленную самоотверженность и волю к победе, повышение международного авторитета Украины[2].
- Орден «За заслуги» III степени (15 августа 2012 года) — за достижение высоких спортивных результатов на ХХХ летних Олимпийских играх в Лондоне, проявленные самоотверженность и волю к победе, повышение международного авторитета Украины[3].
- Медаль «За труд и доблесть» (15 июля 2019 года) — за достижение высоких спортивных результатов на II Европейских играх у г.Минску (Республика Беларусь), проявленные самоотверженность и волю к победе[4].

## Признание
Именем Игоря Радивилова назван один из элементов в мужских соревнованиях по гимнастике. Опорный прыжок The Radivilov исполняется лицом вперед, отталкиваясь от опорного мостика. Спортсмен должен сделать три кувырка в воздухе, перед тем как приземлиться. Оценивается элемент в 7,0 балла.